# Hornstedtia sanhan
Hornstedtia sanhan là một loài thực vật có hoa trong họ Gừng. Loài này được M.F.Newman mô tả khoa học đầu tiên năm 1995.